# Meraviglia-Crivelli
Meraviglia-Crivelliové jsou šlechtický rod severoitalského původu z Lombardie, působící v Itálii, v Čechách, na Moravě a v Rakousku.

## Historie
Původ milánského rodu Meravigliů lze vysledovat až do roku 1258, kdy je zmíněn Albert de Mirabilis a jeho syn Uhizolo, u nichž začíná nepřerušená rodová linie. Jeho potomci Alberto a Simone v první polovině 14. století založili dvě linie. Pra-pravnuk v linii Simona Mirabilise, Stefano, se 24. července 1563 oženil s Lucretií Crivellovou, dcerou Batisty Crivelliho. Skrze ni se k Lucretiinu vnukovi Filippu Franzescu Crivelli-Maravigliovi jako dědictví dostal svěřenský majetek rodiny Crivelliových, včetně Castellanzy poblíž Milána. 
Jeho syn Giovanni Stefano (Jan Štěpán / Johann Stephan), ženatý s Annou Theresií Malteniovou, se psal jako „Meraviglia-Crivelli“. Jan Štěpán sloužil jako c.k. komorník, podplukovník a generální adjutant v Miláně. 23. října 1761 byl povýšen do hodnosti dědičného hraběte v Rakousku a téhož roku nadaná také českým inkolátem.
V roce 1758 se oženil s Marií Annou, říšskou hraběnkou Mollardovou, která do manželství přinesla panství Gumpendorf u Vídně, Oplavan na Moravě a Olešnou u Rakovníka. Tento majetek zdědil jejich syn Antonín Meraviglia-Crivelli.

## Významní příslušníci

### Česká linie
- Antonín Meraviglia (1758-1810), syn Jana Štěpána a Marie Anny z Mollartu, majitel panství v Rakousku a v Čechách na Rakovnicku, dědic panství Olešná, roku 1798 získal Hostim
- Rudolf Jan Arnošt Meraviglia-Crivelli (1834-1901), klatovský rodák, majitel panství a zámku Nový Čestín; důstojník rakouské armády
- Olga Meraviglia-Crivelli (1843-1933) - dáma Ústavu šlechtičen na Pražském hradě, majitelka panství Horní Počernice[1]
- Friedrich Meraviglia-Crivelli, major regimentu myslivců rakousko-uherské armády od roku 1895
- Rudolf Johann von Meraviglia-Crivelli (1833–1890), důstojník rakouské armády a heraldik, pro Siebmacherův Lexikon rodů a erbů evropské šlechty vytvořil svazek Česká šlechta[2]

### Italské linie
- Anna Caterina Meraviglia - milenka Karla Emanuela I. Savojského (kolem 1600)
- rodiny Meraviglia di Barate, Meraviglia Mantegazza
- Angelo Maria Meraviglia Mantegazza (1872-1921) - římskokatolický kněz, světící biskup milánský od roku 1894